# سليمان دازي
سليمان دازي (بالإنجليزية: Slimane Dazi) هو ممثل من الجزائر . ولد في فرنسا (نانتير) في تاريخ 26 ماي 1960

## روابط خارجية
- سليمان دازي على موقع IMDb (الإنجليزية)
- سليمان دازي على موقع قاعدة بيانات الأفلام العربية
- سليمان دازي على موقع ألو سيني (الفرنسية)
- سليمان دازي على موقع أول موفي (الإنجليزية)
- سليمان دازي على موقع قاعدة بيانات الأفلام السويدية (السويدية)
- سليمان دازي على موقع قاعدة بيانات الفيلم (الإنجليزية)
- سليمان دازي على موقع كينوبويسك (الروسية)